# Корнеліо Соммаруґа
Корнеліо Соммаруґа (італ. Cornelio Sommaruga; 29 грудня 1932, Рим — 18 лютого 2024, Женева) — швейцарський гуманітарій, юрист та дипломат, відомий тим, що був президентом Міжнародного комітету Червоного Хреста (МКЧХ) від 1987 до 1999 року. Сьогодні він очолює Женевський міжнародний центр гуманітарного розмінування (GICHD) у Женеві. Він також є членом кількох рад організацій, таких як Міжнародна спілка проти раку. Наразі він є головою ради директорів Фонду «За майбутнє», організації, яка просуває прав людини на Близькому Сході та в Північній Африці та почесним президентом Ініціатив змін глобальної організації, прихильної до «побудови довіри в усьому світі, незважаючи на культурні, національні, віросповідні та інші розбіжності».

## Життєпис

### Ранні роки та освіта
Корнеліо Соммаруґа народився в Римі в Італії, де його батько професійно працював як комерційний юрист і був під час Другої світової війни в швейцарському посольстві відповідальним за закордонні інтереси. Навчився розмовляти італійською, пізніше вивчив німецьку. Він виховувався католицькими батьками і залишався побожним християнином протягом усього життя.  Перші роки життя в Римі мали глибокий вплив на його подальший розвиток. Період, коли його батько представляв Ліберію у Ватикані, мабуть, найбільше надихнув його з точки зору його тривалої дипломатичної та гуманітарної кар'єри. Незважаючи на свій зв'язок з Римом, він має тісні зв'язки з Тічіно, кантоном походження його сім'ї.
Він навчався в гімназії та середній школі в Італії, а також відвідував університет у Цюріху, Швейцарія, де в 1957 році здобув ступінь доктора права. Лише в цей період він вивчив німецьку, одну з чотирьох національних мов Швейцарії. Пізніше він навчався у Вищому інституті міжнародних досліджень у Женеві, диплом про закінчення якого він отримав у 1961 році 

### Професійна кар’єра
Корнеліо Соммаруґа вступив до швейцарського дипломатичного корпусу після двох років роботи в банківському секторі з 1957 по 1959 рік. Він служив дипломатом у Гаазі, Римі, Женеві та Берні. Від 1968 до 1973 року був заступником голови швейцарської делегації в Європейській асоціації вільної торгівлі (ЄАВТ) та старшого представника Конференції Організації Об'єднаних Націй з торгівлі та розвитку, Генеральної угоди з тарифів і торгівлі (ГУТТ) та Економічної комісії для Європи (ЄЕК ООН) Організації Об'єднаних Націй, де він надалі розвивав свої дипломатичні та переговорні навички. З 1973 до 1975 він працював заступником Генерального секретаря ЄАВТ у Женеві. Звідти він повернувся до Берна, де обіймав керівні посади в Управлінні закордонних справ швейцарського уряду, зокрема послом, делегатом торгових угод. З 1984 до 1987 він був заступником державного секретаря Управління зовнішньоекономічних справ, після чого в 1986 році був призначений до Міжнародного комітету Червоного Хреста (МКЧХ)

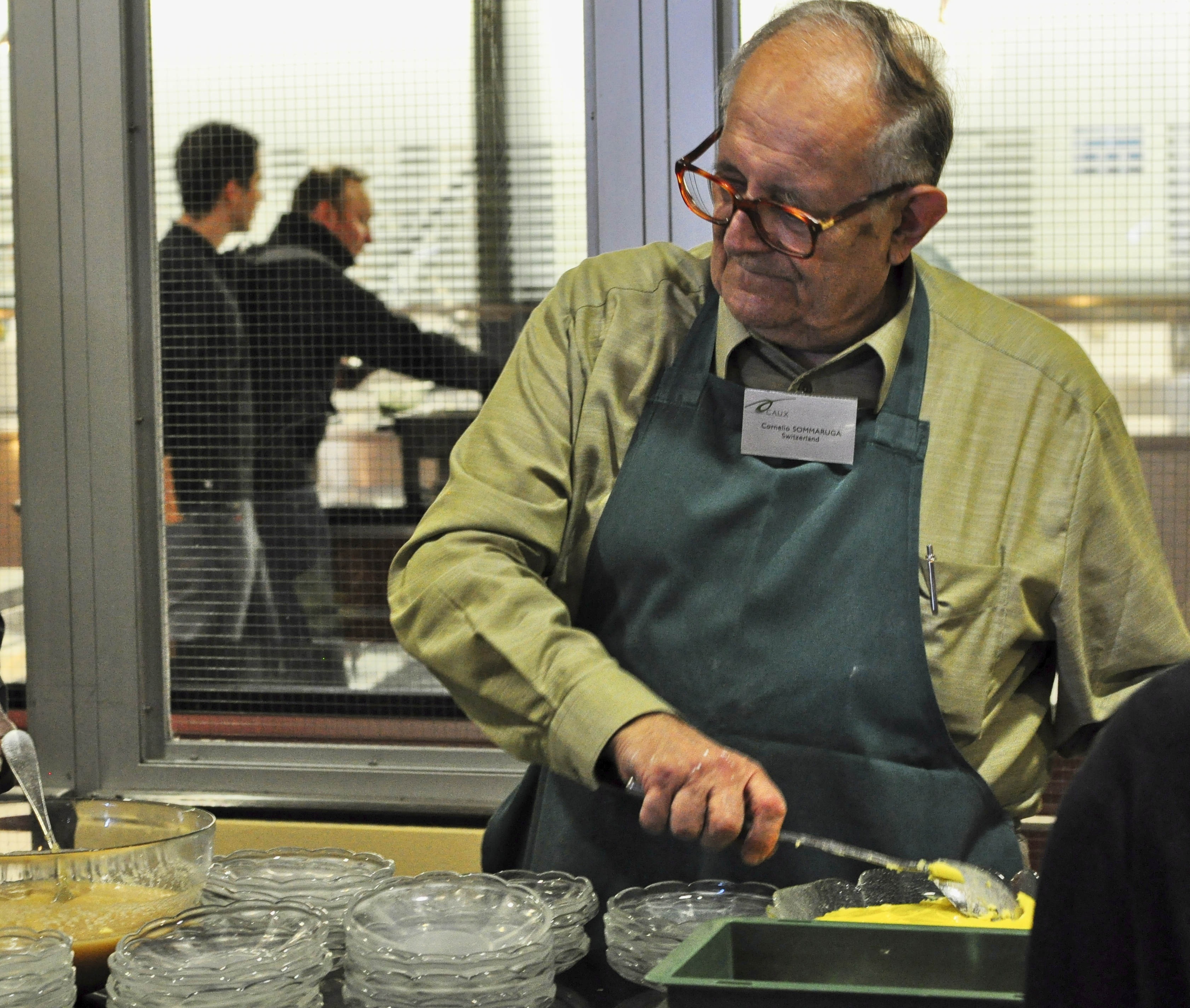
Корнеліо Соммаруґа на роздачі їжі в конференційному центрі Ініціатив змін у Ко, Швейцарія

Корнеліо Соммаруґа обіймав посаду президента МКЧХ з 1987 по 1999 рік, змінивши Олександра Гея . За час його перебування бюджет та міжнародна діяльність Комітету значно зросли. Він підтримував нейтралітет МКЧХ, зберігаючи тісні зв'язки з усіма урядами держав, що підписали Женевські конвенції. Однією з його ініціатив було запропонувати в 1992 році запровадити додатковий символ, що представляє рух Червоного Хреста, поряд із Червоним Хрестом та Червоним Півмісяцем, який був би "позбавлений будь-якого національного, релігійного чи політичного підтексту і був доступним для держав та національних товариств, не здатних прийняти жодну з існуючих емблем ". Після 15 років переговорів як емблему було нарешті офіційно вибрано " Червоний кристал" на 29-й Міжнародній конференції Червоного Хреста та Червоного Півмісяця у Женеві 20-21 червня 2006 р.  "

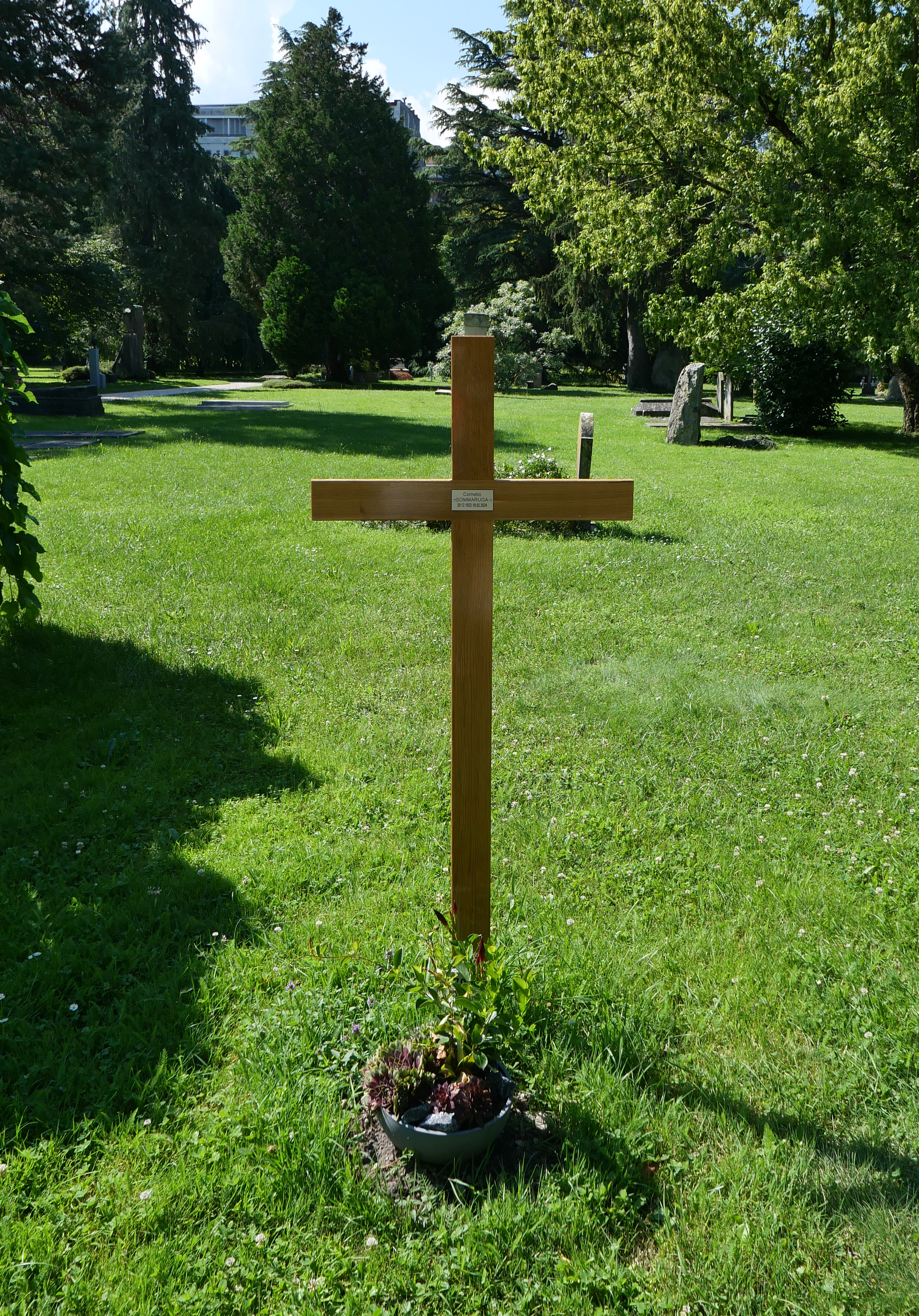
Могила липень 2024р.

Соммаруґа був президентом-засновником міжнародної організації Ініціативи змін  [Архівовано 11 квітня 2021 у Wayback Machine.] у квітні 2002 року, - добровільної асоціації незалежних національних юридичних органів Ініціатив змін (IofC). Будучи керівником цього міжнародного руху, що працює над створенням мостів довіри через світові поділи, він зміг підтримати ініціативи миру та примирення в регіоні Великих озер Африки та Сьєрра-Леоне .  Він продовжує працювати в ряді благодійних та корпоративних рад.

### Контроверсія
Ізраїль відмовився співпрацювати з групою, призначеною Генеральним секретарем Організації Об'єднаних Націй Кофі Аннаном у 2002 році для розслідування звинувачень у різанині у Дженіні, частково через те, що Корнеліо Соммаруґа був особисто неприйнятним для уряду Ізраїлю через заяву, в якій він допустив зауваження, порівнюючи можливість офіційного визнання МКЧХ емблеми Червоної зірки Давида (Magen David Adom, див. Емблеми Міжнародного руху Червоного Хреста та Червоного Півмісяця) з потенційним визнанням "Червоної свастики". 

### Сімейне життя
Корнеліо Соммаруга одружився з Орнеллою Марзораті в 1957 році, у них є шестеро дітей.  Один з його синів - політик Карло Соммаруґа . 
Соммаруга знайшов свій останній спочинок у Cimetière des Rois, який вважається пантеоном Женеви.

## Відзнаки
- Personalité suisse la plus populaire auprès des journalistes étrangers, Association de la Presse Etrangère en Suisse, 2003
- Prix de la Fondation Dr. J.E. Brandenberger, 2003
- North-South Prize, Council of Europe, 2001
- Culture, Canton of Basel-land, 1998
- International Society for Human Rights, Swiss section, 1996
- Josef Krainer, Graz, 1996
- Century Foundation, BSI, 1995
- Dr. Jean Mayer Award for Global Citizenship, Tufts University

+ сім почесних докторатів

## Зовнішні посилання
- Red Cross and Red Crescent Movement History - Cornelio Sommaruga [Архівовано 5 червня 2015 у Wayback Machine.]
- Geneva International Center for Humanitarian Demining - Dr. Cornelio Sommaruga
- Legacy Dr. Sommaruga donated four hours of high-definition audiovisual life story interviews to Legacy.